# جوناثان أ. كامبل
جوناثان أ. كامبل (بالإنجليزية: Jonathan A. Campbell)‏ هو عالم زواحف وعالم حيوانات أمريكي، ولد في 13 مايو 1947 في ليكسينغتون في الولايات المتحدة.